# Theisewitz
Theisewitz ist ein Ortsteil der Gemeinde Kreischa im Landkreis Sächsische Schweiz-Osterzgebirge. Der Ort befindet sich 10 km Luftlinie südlich vom Stadtzentrum Dresdens.

## Geografie

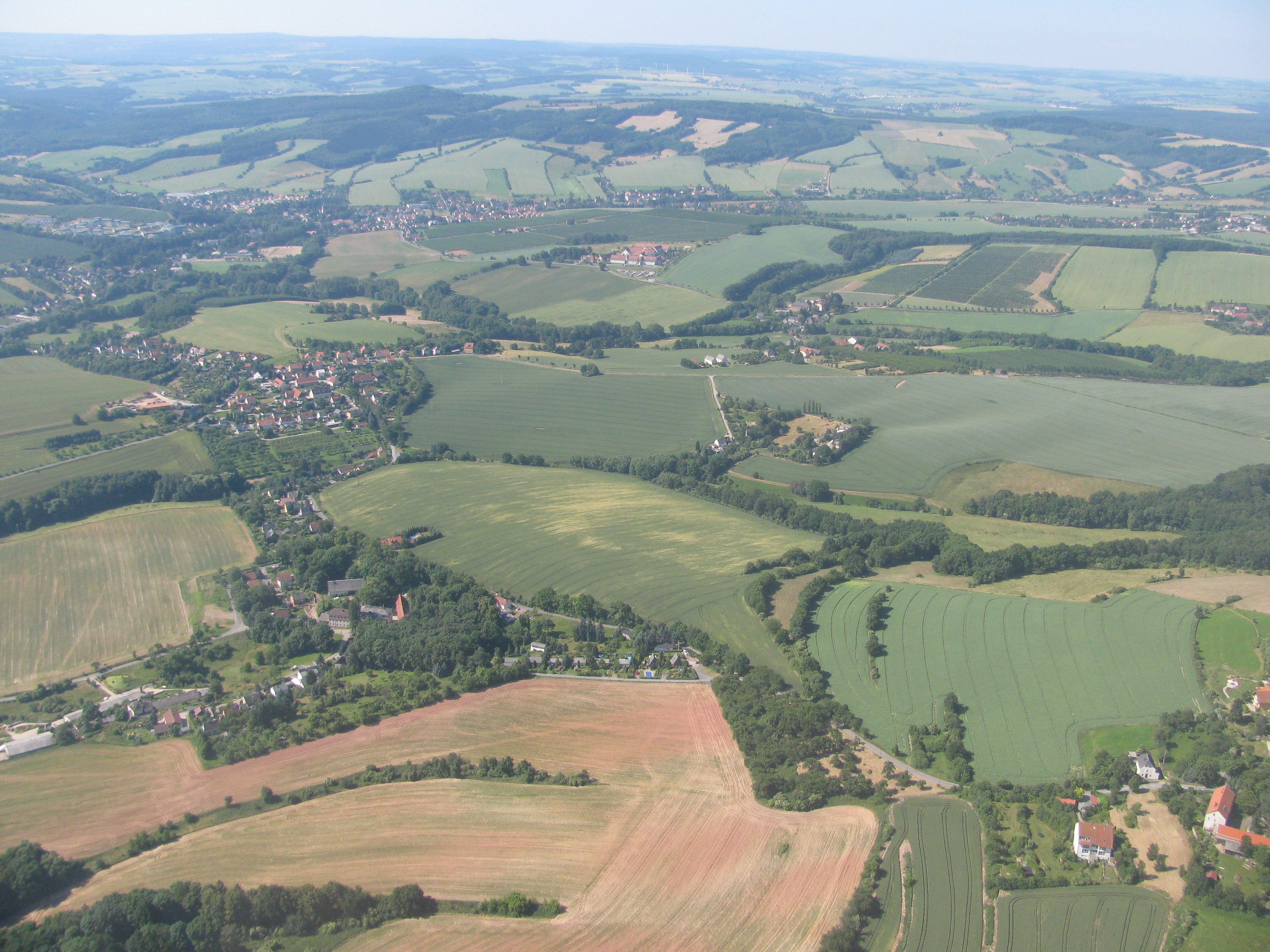
Luftbild aus nördlicher Richtung mit Blick auf die Kreischaer Ortsteile: Theisewitz befindet sich rechts unterhalb des markant in der Mitte der oberen Bildhälfte gelegenen Zscheckwitz

Theisewitz ist als Gutsweiler angelegt. Der Ort befindet sich im Kreischaer Becken auf etwa 220 Metern Meereshöhe am Possendorfer Bach, der in östliche Richtung zum Lockwitzbach entwässert.

### Nachbarorte
Folgende Siedlungen befinden sich in der Umgebung des Dorfes:
| Klein-Kleba   | Kleba                                       | Bärenklause |
| Brösgen       | Kompassrose, die auf Nachbargemeinden zeigt | Kautzsch    |
| Kleincarsdorf | Zscheckwitz                                 |             |

## Geschichte

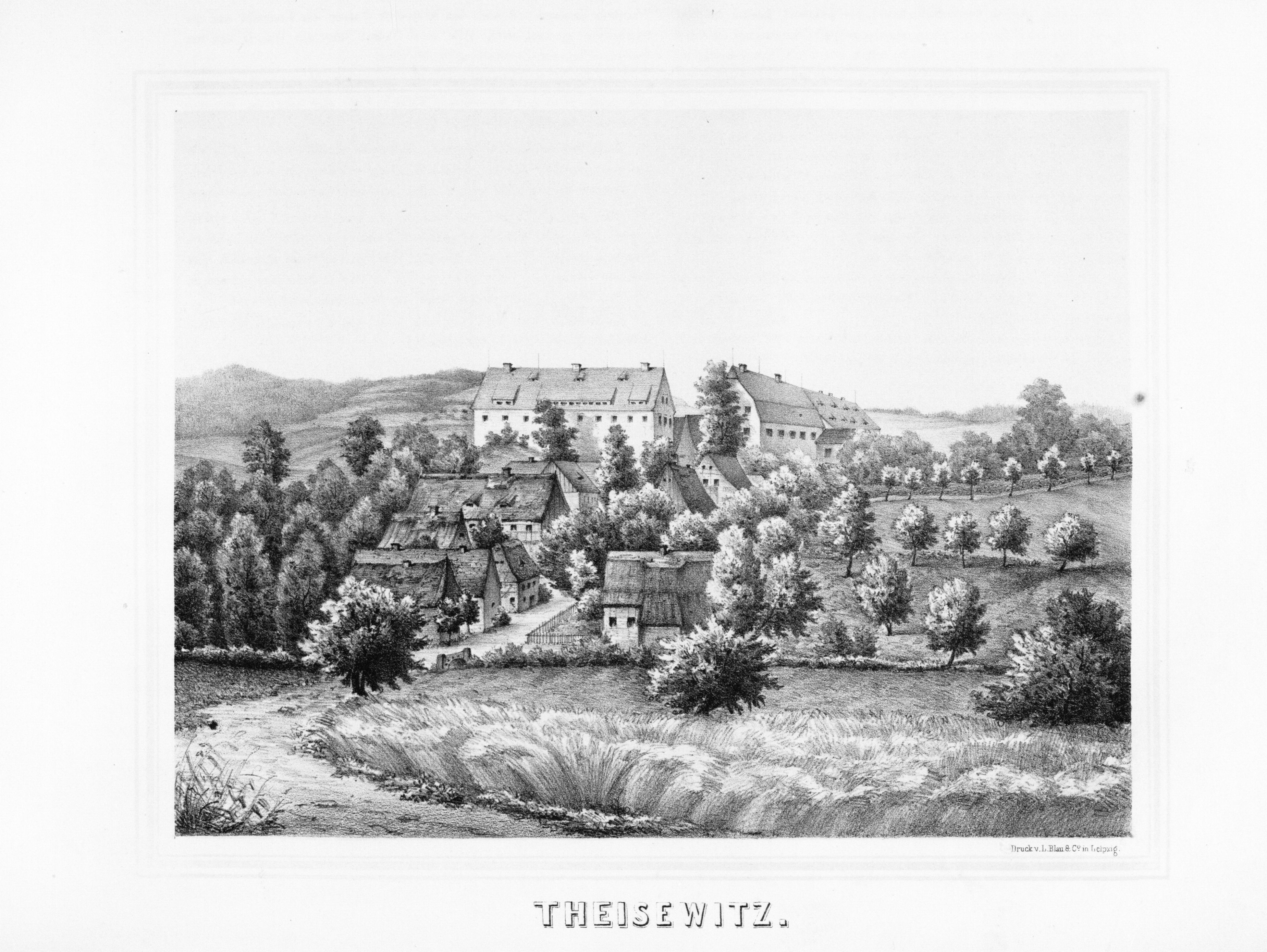
Blick von Norden auf Zscheckwitz mit dem erhöht stehenden Gutshof, Mitte des 19. Jahrhunderts

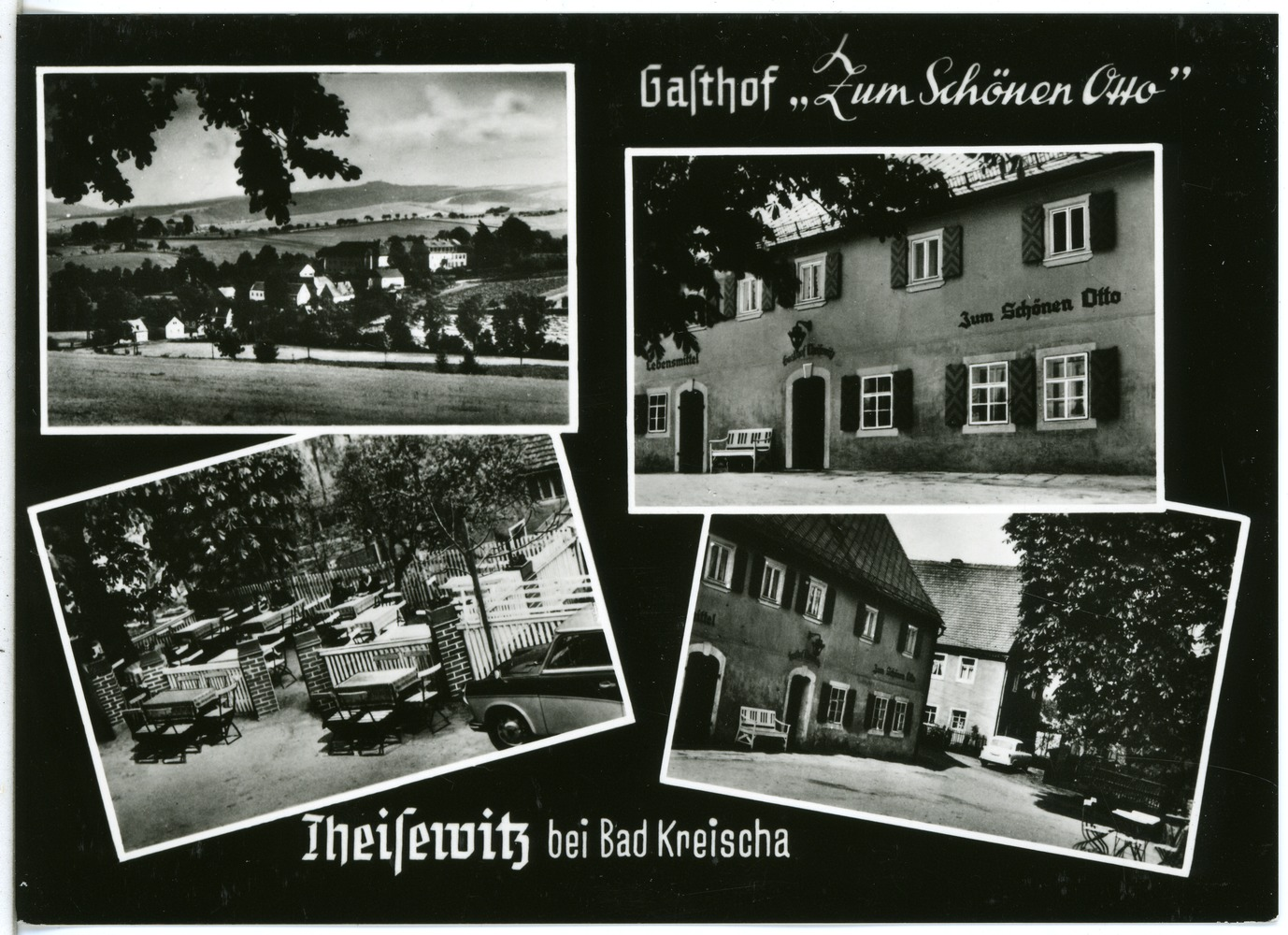
Postkarte des Gasthofs „Zum schönen Otto“, 1963

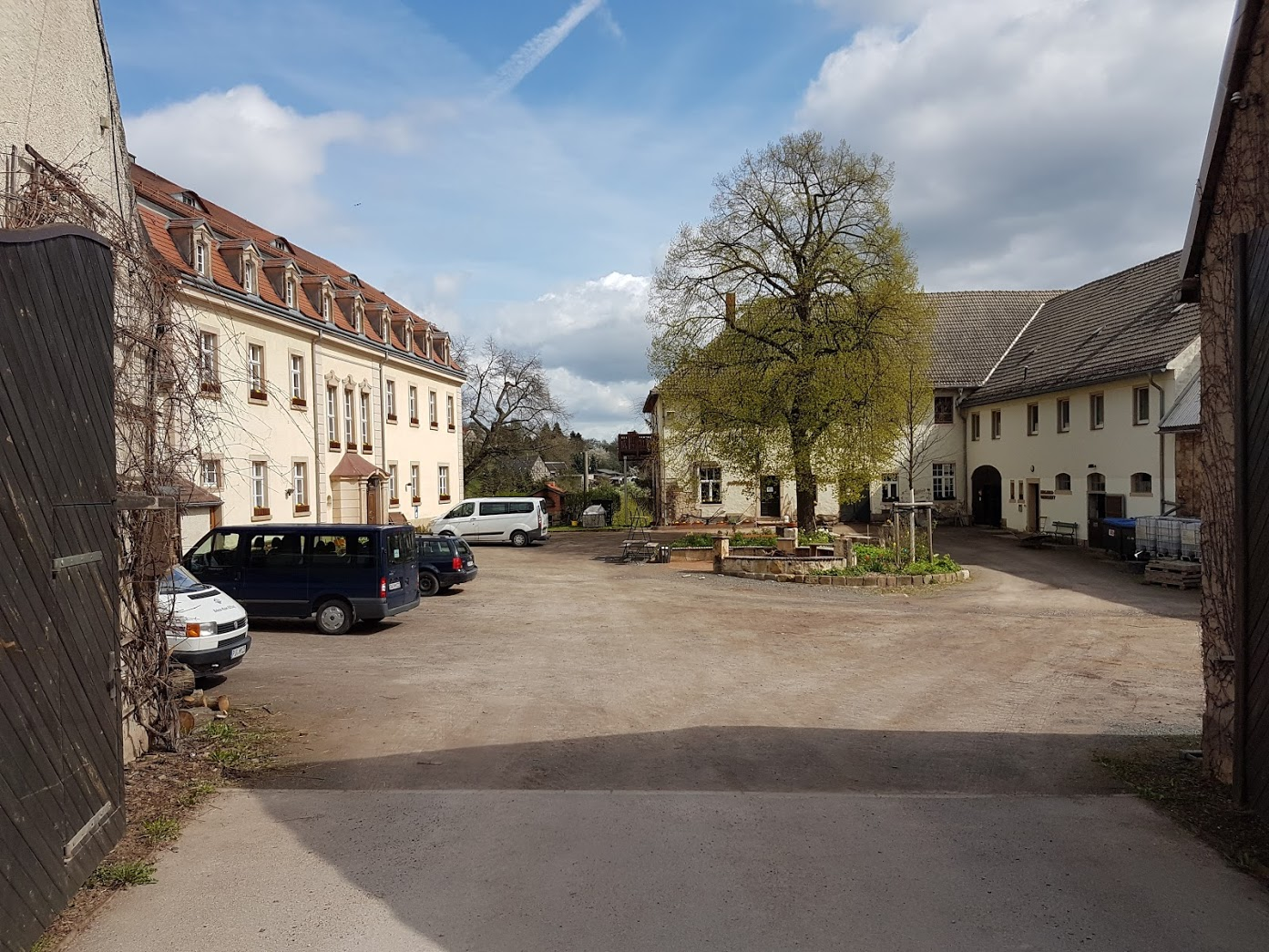
Landgut Theisewitz: Helene-Maier-Stiftung (2017)

Im Jahr 1288 wird erstmals urkundlich der Ort Tyzawitz erwähnt. Die Herkunft des Namens wird mit dem slawischen Wort für „Eibe“ (vgl. Tisová) oder dem altsorbischen Wort Tisovica (am Eibenbusch) in Verbindung gebracht, auch die runde Dorfform und die Blockflur lässt auf eine slawische Anlage und einen sorbischen Siedlungsplatz schließen.
Als Besitzer sind im 14. Jahrhundert die Familie von Thusewitz bekannt, die Vasallen des Hochstiftes zu Meißen waren. 1305 ist ein Heinrich von Thusewitz Besitzer des Ortes. 1398 unterzeichnet ein Jan von Theisewitz eine Urkunde, um das benachbarte Brösgen für den Burggrafen von Dohna dem Kloster Altzella zu stiften. Auch in der Dohnaischen Fehde steht er dem Jeschke von Dohna zur Seite und stellt sich gegen den Meißener Markgrafen Wilhelm I. Am Ende dieser Auseinandersetzung geht das Dorf Theisewitz (1399–1401) unter; das Geschlecht derer von Theisewitz verschwindet.
1455 werden wiederum ein Gut als Vorwerk und eine Schenke, der bis in die 1990er Jahre existierende Gasthof „Zum schönen Otto“, urkundlich erwähnt. Ab 1606 ist ein Rittergut erwähnt, dem bis mindestens 1764 die Grundherrschaft obliegt. 1794 ist dies ein amtssässiger herrschaftlicher Hof mit Brauerei und Brennerei.
Im Jahr 1923 wird der am erhöht liegenden südlichen Ortsende befindlich Gutshof zum Obstgut. In der Umgebung von Theisewitz waren damals aus 80 ha Ackerfläche Obstplantagen angelegt worden. Noch heute finden wir im gesamten Kreischaer Becken extensiven Obstbau.
1995 kaufte die Klinik Bavaria den Gutshof und wurde Sitz der Helene-Maier-Stiftung (Dotierung 1 Mio. D-Mark). Zu therapeutischen Zwecken werden vom Landgut Acker- und Obstbau sowie Bienenzucht, Tierhaltung und Handwerk betrieben.
Theisewitz gehörte seit 1445 zur Pflege bzw. zum Amt Dresden, ab 1856 zum Gerichtsbezirk Dippoldiswalde, ab 1875 zur Amtshauptmannschaft Dippoldiswalde. 1936 wurden die Nachbardörfer Kleba und Brösgen eingemeindet. Ab 1952 gehört die Landgemeinde zum Kreis Freital.
1973 kommen Theisewitz und Ortsteile zu Kreischa.

### Entwicklung der Einwohnerzahl
| - 1764: 4 Häusler - 1834: 79 - 1871: 84 - 1890: 82 - 1910: 187 | - 1925: 236 - 1939: 190 - 1946: 285 - 1950: 287 - 1964: 184 |